# Mihal Zadara
Mihal Zadara (Varšava, 19. oktobar 1976) poljski je pozorišni reditelj.

## Biografija
Detinjstvo i mladost proveo je u inostranstvu. Sa tri godine se preselio sa roditeljima u Austriju. Po završetku srednje škole u Beču, preselio se u SAD. Godine 1999. završio je studije pozorišta i političkih nauka na koledžu u Filadelfiji.
Kasnije se preselio u NJujork gde je radio kao IT specijalista, PR asistent i stolar u pozorištu. Producirao je predstavu u pozorištu Off-Off-Broadway Collective Unicorns Theatre.
Nakon povratka u Poljsku, nije uspeo da upiše studije pozorišne režije na Državnoj dramskoj školi Ludvik Solski u Krakovu i bacio je asistent scenografima. Godine 2001. upisuje studije pozorišne režije u Krakovu.
Režirao je u većini značajnih pozorišta U Poljskoj i u nekoliko država Evrope.
Često se bavi temom kritičkog ispitivanja poljskog rodoljublja i statusa mladih u savremenoj Poljskoj.

## Nagrade
- Sterijina nagrada za režiju[2]
- Nagrada Konrada Svinarskog

## Odabrana teatrografija
- Do you Miss America? Teatr Studio Buffo, Varšava, 1996;
- The Water Hen (Kurka wodna), Swarthmore College, USA 1999;
- Bones in Whispers, Collective Unconscious New York, USA 2000;
- HamletMaszyna, PWST, Krakov 2003;
- Szalona lokomotywa, Nowy Teatr, Slupsk 2004;
- Korek, Krakov, 2004;
- From Poland with love, Gdanjsk 2005;
- Obrażanie widzów, Krakov, 2005;
- Wałęsa. Historia wesoła, a ogromnie przez to smutna, Teatr Wybrzeże, Gdanjsk 2005;
- Ksiądz Marek, Krakov, 2005;
- Wesele, Teatr Stu, Krakov, 2006;
- Fedra, Stary Teatr, Krakov 2006;
- Na Gorąco, 2006;
- Kartoteka, Vroclav 2006;
- Odprawa Posłów Greckich, Stary Teatr, Krakov 2007;
- Ozonkinder, Maxim Gorki Theater, Berlin 2007;
- Chłopcy z Placu Broni, Teatr Narodowy, Varšava, 2007;
- Księga Rodzaju 2, Wrocław 2007;
- Operetka, Vroclav, 2007
- Wizyta Starszej Pani, Teatr Współczesny, Szczecin 2008;
- KAŻDY/A sztuka moralna, Varšava, 2008;
- Gog i Magog: Kronika Chasydzka, Teatr im. Norwida w Jeleniej Górze 2008;
- Ifigenia: Nowa Tragedia (według wersji Racine'a), Stary Teatr, Krakov 2008;
- Tykocin, Teatr Narodowy HaBima, Tel Aviv 2008;
- Kupiec Mikołaja Reja, Stary Teatr, Krakov, 2009;
- Nocleg w Apeninach, Teatr Współczesny, Szczecin 2009;
- Oresteia, Teatr Wielki - Opera Narodowa, Varšava, 2010;
- La Liberta Chiama La Liberta, Opera Wrocławska, Vroclav 2010;
- Anty-Edyp, Muzeum Sztuki Nowoczesnej w Warszawie i Teatr Polski w Warszawie 2010;
- Wielki Gatsby, Teatr Polski Bydgoszcz, Bidgošč 2011;
- Aktor, Teatr Narodowy, Varšava, 2012.
- Hotel Savoy, Teatr Nowy w Łodzi, Lođ, 2012;
- Szalona Lokomotywa, Teatr Polski Bydgoszcz, Bidgošč, 2013
- Zbójcy, Teatr Narodowy w Warszawie 2014
- Dziady, Teatr Polski Wrocław 2014
- Dziady. Część III, Teatr Polski Wrocław 2015
- Fantazy, Teatr Powszechny Warszawa 2015
- Lilla Weneda, Teatr Powszechny, Varšava, 2015
- Sprawiedliwość , Teatr Powszechny, Varšava, 2017
- Zemsta Nietoperza, Teatr Narodowy, Varšava, 2019

## Рефернце
1. 1 2 3 4 5  „Michał Zadara”. Culture.pl (на језику: енглески). Приступљено 2021-12-14.
2. ↑  „СТЕРИЈИНЕ НАГРАДЕ | Српско народно позориште”. www.snp.org.rs (на језику: српски). Приступљено 2021-12-14.